# Tôn Tú (Tam Quốc)
Tôn Tú (chữ Hán: 孙秀, ? – 301 hoặc 302), tên tự là Ngạn Tài, người Phú Xuân, Ngô Quận  , tông thất nhà Đông Ngô thời Tam Quốc trong lịch sử Trung Quốc.

## Cuộc đời
Cụ nội ông là Tôn Kiên, ông nội là Tôn Khuông, em trai thứ tư của Tôn Sách; bà nội là Tào thị, cháu gái của Tào Tháo. Cha là Tôn Thái, làm đến Trường Thủy hiệu úy, tử trận ở Tân Thành. Tôn Tú được kế tự, thời Ngô Mạt đế làm đến Tiền tướng quân, Hạ Khẩu đốc.
Tú là tông thất gần gũi, lại nắm binh ở ngoài, nên bị Ngô Mạt đế nghi kỵ, mà dân gian cũng đồn rằng ông đang có mưu đồ khác. Tháng 9 ÂL năm 270, Mạt đế sai Hà Định đem 5000 quân đến Hạ Khẩu săn bắn; cũng trong năm này, Mạt đế sát hại các tông thất là Tôn Phấn, Tôn Phụng. Tôn Tú thấy Hạ Định săn bắn mà đi xa như vậy thì sợ hãi, bèn đưa gia đình, thân binh vài trăm người chạy sang nhà Tấn  .
Nhà Tấn đãi ngộ Tôn Tú trọng hậu, cho làm Phiếu kị tướng quân, Nghi đồng tam tư, phong Hội Kê công. Ngô Mạt đế thấy Tú hàng Tấn, cả giận, đổi họ của ông là Lệ. Năm 280, quân Tấn diệt Ngô, quần thần chúc mừng Tấn Vũ đế. Tôn Tú xưng bệnh không làm theo, ngoảnh mặt về nam mà thương khóc, được mọi người khen ngợi. Sau đó Tôn Tú bị giáng làm Phục ba tướng quân, Khai phủ như cũ .
Tú là tông thất của một nước đã mất, nhân sĩ Trung Nguyên xem thường ông, không chịu làm duyện thuộc cho ông. Về sau Tú chỉ có thể nhận những người như Đào Khản – vốn là thành viên sĩ tộc cấp thấp đến từ Giang Đông – làm Xá nhân . Cho đến khi mất trong niên hiệu Vĩnh Ninh (301 – 302) , Tú không làm được việc gì đáng kể. Ông được truy tặng Phiếu kỵ, Khai phủ. Con là Kiệm, tự Trọng Tiết, làm đến Cấp sự trung .

## Dật sự
Tấn Vũ đế gả em con dì là Khoái thị làm vợ của Tú. Khoái thị là cháu nội của Khoái Lương, cháu ngoại của Vương Túc, tính hay ghen, từng mắng Tú là “hạc tử” . Tú cả giận, không vào phòng nữa. Khoái thị hối hận, cầu cứu Vũ đế. Nhân dịp đại xá, quần thần triều kiến rồi trở ra, đế giữ lại một mình Tú, đùa rằng: “Thiên hạ được thoải mái, Khoái phu nhân có thể theo lệ ấy chăng?” Tú cởi mũ tạ tội, rồi vợ chồng hòa thuận trở lại .

## Khảo chứng
1. ^ : Lưu Nghĩa Khánh – Thế thuyết tân ngữ 35, thiên Hoặc Nịnh: Tôn Tú hàng Tấn, Tấn Vũ đế đãi ngộ hậu mà còn sủng ái; Thái Nguyên Quách thị lục chép: Tú tự Ngạn Tài, người huyện Ngô, quận Ngô; làm Hạ Khẩu đốc, rất có ơn uy. Tôn Hạo e sợ muốn trừ đi, khiển tướng quân Hà Định lên thượng du Đại Giang, đánh tiếng muốn bắt 3000 con hươu cho nhà bếp. Tú sớm biết mưu, bèn đến quy thuận. Thế Tổ vui mừng, lấy làm Phiếu kị tướng quân, Giao Châu mục. Gả em con dì là Khoái thị làm vợ [5], nhà cửa đầy đủ. Vợ thường ghen, còn mắng Tú là “hạc tử”. Tấn dương thu chép: Khoái thị là người Tương Dương, ông nội là Lương, Lại bộ thượng thư. Cha là Quân, Nam Dương thái thú. Tú rất bất bình, bèn không vào phòng nữa. Khoái thị rất hối hận, cầu cứu Vũ đế. Khi ấy đại xá, quần thần đều vào chầu. Sau đó trở ra, đế chỉ giữ lại Tú, nói đùa rằng: “Thiên hạ được thoải mái, Khoái phu nhân có thể theo lệ ấy chăng?” Tú cởi mũ tạ tội, rồi làm vợ chồng như trước.
2. ^ : Trần Thọ – Tam quốc chí quyển 46, Ngô thư 1, Tôn Kiên truyện: Tôn Kiên tự Vân Đài, người Phú Xuân, Ngô Quận,...
3. ^ : Trần Thọ trước tác, Bùi Tùng Chi chú giải – Tam quốc chí quyển 51, Ngô thư 6, Tông thất truyện: Con (của Khuông) là Thái, do Tào thị sanh ra, làm Trường Thủy hiệu úy. Năm Gia Hòa thứ 3, theo (Tôn) Quyền vây Tân Thành, trúng tên lạc mà chết. Con Thái là Tú làm Tiền tướng quân, Hạ Khẩu đốc. Năm Kiến Hành thứ 2, Hạo khiển Hà Định đem 5000 người đến Hạ Khẩu săn bắn. Trước đó, dân gian đều nói Tú đang có mưu đồ, mà Định săn bắn xa xôi, Tú bèn kinh sợ, trong đêm đem vợ con, thân bính vài trăm người chạy sang Tấn. Nhà Tấn lấy Tú làm Phiếu kị tướng quân, Nghi đồng tam tư, phong Hội Kê công. Giang Biểu truyện chép: Hạo đại nộ, truy cải họ của Tú là Lệ. Tấn kỷ của Can Bảo chép: Tú tại Tấn triều, mới nghe Hạo hàng, quần thần đều chúc mừng, Tú xưng bệnh không làm theo, ngoảnh mặt về nam chảy nước mắt nói: “Xưa Thảo Nghịch nhược quán [6] nhờ một chức Hiệu úy mà sáng nghiệp, nay Hậu chủ đem cả Giang Nam bỏ đi; tông miếu sơn lăng, ở nơi ấy thành ra mồ hoang. Trời xanh dằng dặc, là ai gây nên?” Triều đình khen ngợi. Tấn chư công tán chép: Ngô bình, giáng làm Phục ba tướng quân, Khai phủ như cũ. Trong niên hiệu Vĩnh Ninh tốt, truy tặng Phiếu kỵ, Khai phủ. Con là Kiệm, tự Trọng Tiết, Cấp sự trung.
4. ^ : Trần Thọ trước tác, Bùi Tùng Chi chú giải – Tam quốc chí quyển 59, Ngô thư 14, Ngô chủ ngũ tử truyện: Năm Kiến Hành thứ 2, Tả phu nhân Vương thị của Tôn Hạo tốt. Hạo thương nhớ rất nhiều, sớm tối khóc lóc, mấy tháng không ra cửa, vì thế dân gian ngờ rằng Hạo chết, ngoa ngôn Phấn cùng Thượng Ngu hầu Phụng đáng được lập. Mộ của mẹ Phấn là Trọng cơ tại Dự Chương, Dự Chương thái thú Trương Tuấn nghi hoặc là đúng, quét dọn mộ phần. Hạo nghe được, xa liệt Tuấn, di tam tộc, tru Phấn cùng năm con trai, quốc trừ. Quyển 46, Ngô thư 1, Tôn Phá lỗ Thảo nghịch truyện: Quyền xưng tôn hiệu, truy thụy Sách là Trường Sa Hoàn vương, phong con (của Sách) là Thiệu làm Ngô hầu, sau đổi Thượng Ngu hầu. Thiệu tốt, con là Phụng tự. Thời Tôn Hạo, có ngoa ngôn cho rằng Phụng đáng lập, tru tử.
5. ^ : Tư trị thông giám quyển 79, Tấn kỷ 1, Thế Tổ Vũ hoàng đế, năm Thái Thủy thứ 6: Mùa đông, tháng 11, hoàng tử Đông làm Nhữ Nam vương. Tòng đệ của Ngô chủ là Tiền tướng quân Tú làm Hạ Khẩu đốc, Ngô chủ ghét ông ta, dân gian đều nói Tú có mưu đồ. Gặp lúc Ngô chủ khiển Hà Định đem binh 5000 người sắn bắn ở Hạ Khẩu, Tú kinh, nhân đêm tối đem vợ con, thân binh mấy trăm người chạy đi. Tháng 12, bái Tú Phiếu kỵ tướng quân, Khai phủ nghi đồng tam tư, phong Hội Kê công. [7]
6. ^ : Tấn thư quyển 66, liệt truyện 36 – Đào Khản truyện: Phục ba tướng quân Tôn Tú là kẻ mất nước, danh vọng không hiển, nhân sĩ Trung Hoa xấu hổ nếu làm duyện thuộc (cho Tôn Tú), (Tôn Tú) cho rằng Khản hàn hoạn, triệu làm Xá nhân.